# Bettine Vriesekoop
Bettine Vriesekoop född 21 november 1960 i Sumgait, är en före detta nederländsk bordtennisspelare. Hon var europamästare i singel och mixed dubbel.
Hon deltog i nio EM turneringar mellan 1980 och 1998 och tog 3 guld, 5 silver och 4 brons.
1982 när EM gick i Budapest var hon i final i tre discipliner och vann guld i två.
Hon spelade sitt första VM 1977 och 1995, 18 år senare sitt 9:e och sista. Hon deltog även i tre OS.

## Meriter
- Bordtennis-VM
  - 1983 i Tokyo
    - kvartsfinal mixed dubbel
    - 8:e plats med nederländska laget

  - 1985 i Göteborg
    - 4:e plats med nederländska laget

  - 1987 i New Delhi
    - 4:e plats med nederländska laget

- Bordtennis-EM
  - 1980 i Bern
    - 3:e plats singel

  - 1982 i Budapest
    - 1:a plats singel
    - 2:a plats dubbel (med Sandra De Kruiff)
    - 1:a plats mixed dubbel (med Andrzej Grubba)

  - 1984 i Moskva
    - kvartsfinal singel
    - 3:e plats dubbel (med Marie Hrachova)
    - 3:e plats mixed dubbel (med Andrzej Grubba)

  - 1986 i Prag
    - kvartsfinal singel
    - 2:a plats dubbel (med Marie Hrachova)

  - 1988 i Paris
    - 2:a plats mixed dubbel (med Andrzej Grubba)

  - 1990 i Göteborg
    - kvartsfinal dubbel

  - 1992 i Stuttgart
    - 1:a plats singel
    - 3:e plats dubbel (med Mirjam Hooman-Kloppenburg)
    - 2:a plats lag

  - 1996 i Bratislava
    - 2:a plats dubbel (med Emily Noor)

  - 1998 i Eindhoven
    - kvartsfinal singel

- Europa Top 12
  - 1978 i Prag 2:a plats
  - 1979 i Kristianstad 8:e plats
  - 1980 i München 2:a plats
  - 1981 i Miskolc 2:a plats
  - 1982 i Nantes 1:a plats
  - 1983 i Cleveland 3:e plats
  - 1984 i Bratislava 2:a plats
  - 1985 i Barcelona 1:a plats
  - 1986 i Södertälje 5:e plats
  - 1987 i Basel 4:e plats
  - 1988 i Ljubljana 2:e plats
  - 1991 i Hertogenbosch 3:e plats
  - 1992 i Wien 9:e plats
  - 1993 i Köpenhamn 5:e plats
  - 1994 i Arezzo 7:e plats
  - 1995 i Dijon 5:e plats
  - 1996 i Charleroi 3:e plats
  - 1997 i Eindhoven 5:e plats
  - 1998 i Split 11:e plats

- OS
  - 1988  i Seoul
    - 7:e plats singel
    - 7:e plats dubbel

  - 1988  i Barcelona
    - kvartsfinal dubbel